# Brunettia
Brunettia és un gènere d'insectes dípters pertanyent a la família dels psicòdids.

## Distribució geogràfica
Es troba a Nord-amèrica (els Estats Units i Mèxic), Centreamèrica (Costa Rica i Panamà), Sud-amèrica (el Brasil), Àfrica (Tanzània), Àsia (les illes Filipines, Taiwan, Sri Lanka, l'Índia), Nova Guinea, Austràlia (el Territori del Nord, Queensland, Austràlia Meridional i Nova Gal·les del Sud) i Nova Caledònia.

## Taxonomia
- Brunettia acutala (Quate, 1999)
- Brunettia adunata (Duckhouse, 1991)
- Brunettia albifrons (Duckhouse, 1991)
- Brunettia albohumeralis (Brunetti, 1911)
- Brunettia albonotata (Brunetti, 1908)
- Brunettia aliceae (Duckhouse, 1991)
- Brunettia alternata (Satchell, 1958)
- Brunettia amoena (Quate, 1965)
- Brunettia anandalei (Brunetti, 1908)
- Brunettia ancora (Duckhouse, 1991)
- Brunettia anfracta (Quate & Quate, 1967)
- Brunettia angulosa (Duckhouse, 1991)
- Brunettia antennata (Quate & Quate, 1967)
- Brunettia apiculata (Quate, 1996)
- Brunettia argenteopunctata (Brunetti, 1908)
- Brunettia arnhemae (Duckhouse, 1991)
- Brunettia atrisquamis (Brunetti, 1908)
- Brunettia autumna (Huang & Chen, 2001)
- Brunettia biformis (Edwards, 1928)
- Brunettia biscula (Quate & Quate, 1967)
- Brunettia bisculcoides (Quate & Quate, 1967)
- Brunettia brevifurca (Satchell, 1958)
- Brunettia caipira (Bravo & Amorim, 1995)
- Brunettia chydaea (Quate & Quate, 1967)
- Brunettia ciliaris (Duckhouse, 1991)
- Brunettia cinaeda (Duckhouse, 1991)
- Brunettia clavigera (Quate & Quate 1967)
- Brunettia collessi (Duckhouse, 1991)
- Brunettia concubinalis (Duckhouse, 1991)
- Brunettia consobrina (Duckhouse, 1991)
- Brunettia curta (Duckhouse, 1991)
- Brunettia cyclops (Quate & Quate, 1967)
- Brunettia dominicana (Wagner, 2000)
- Brunettia exigua (Quate & Quate, 1967)
- Brunettia eximia (Duckhouse, 1991)
- Brunettia exulans (Quate, 1965)
- Brunettia foliacea (Duckhouse, 1991)
- Brunettia goliath (Quate & Quate, 1967)
- Brunettia grossipenna (Quate & Quate, 1967)
- Brunettia heterostylis (Duckhouse, 1991)
- Brunettia hispida (Quate, 1965)
- Brunettia howelli (Wagner & Andersen, 2007)
- Brunettia hurdi (Quate, 1961)
- Brunettia immodesta (Duckhouse, 1991)
- Brunettia impudica (Duckhouse, 1991)
- Brunettia insularis (Wagner, 1993)
- Brunettia iota (Qaute & Quate, 1967)
- Brunettia ishihari (Tokunaga & Komyo, 1954)
- Brunettia itabunensis (Bravo, 2002)
- Brunettia jefliensis (Quate & Quate, 1967)
- Brunettia kibawa (Quate, 1965)
- Brunettia longiscapa (Quate & Quate, 1967)
- Brunettia lungjingensis (Huang & Chen, 2001)
- Brunettia lyrata (Quate & Quate, 1967)
- Brunettia mateola (Quate, 1965)
- Brunettia microps (Quate & Quate, 1967)
- Brunettia mindanensis (Quate, 1965)
- Brunettia morigera (Duckhouse, 1966)
- Brunettia napaea (Duckhouse, 1991)
- Brunettia nitida (Banks, 1901)
- Brunettia novaezealndica (Satchell, 1950)
- Brunettia novemnotata (Brunetti, 1911)
- Brunettia nubicola (Quate, 1965)
- Brunettia onerata (Quate & Quate, 1967)
- Brunettia orbiculatis (Quate & Quate, 1967)
- Brunettia orchestris (Quate, 1962)
- Brunettia pallens (Quate, 1965)
- Brunettia pallescens (Quate & Quate, 1967)
- Brunettia palmata (Quate & Quate, 1967)
- Brunettia parexulans (Quate, 1965)
- Brunettia pendleburyi (Satchell, 1958)
- Brunettia phainops (Quate & Quate, 1967)
- Brunettia pumilis (Quate & Quate, 1967)
- Brunettia recepta (Quate, 1965)
- Brunettia remostyla (Quate & Quate, 1967)
- Brunettia robusta (Duckhouse, 1991)
- Brunettia rotundior (Huang & Chen, 2001)
- Brunettia salax (Duckhouse, 1991)
- Brunettia scitula (Duckhouse, 1966)
- Brunettia sedlacekae (Quate & Quate, 1967)
- Brunettia setiala (Huang & Chen, 2001)
- Brunettia sexpunctata (Satchell, 1950)
- Brunettia similis (Satchell, 1953)
- Brunettia sinuosa (Quate & Quate, 1967)
- Brunettia solita (Quate & Quate, 1967)
- Brunettia soror (Duckhouse, 1991)
- Brunettia soteropolitana (Bravo, 2002)
- Brunettia spadix (Quate & Quate, 1967)
- Brunettia spinistoma (Tokunaga & Komyo, 1954)
- Brunettia squamipennis (Brunetti, 1908)
- Brunettia subalternata (Satchell, 1953)
- Brunettia subdisiunctio (Huang & Chen, 2001)
- Brunettia superstes (Annandale, 1908)
- Brunettia sycophanta (Quate, 1955)
- Brunettia tenuistyla (Quate & Quate, 1967)
- Brunettia tormentosa (Satchell, 1958)
- Brunettia transvaalensis (Duckhouse, 1978)
- Brunettia triangulata (Satchell, 1958)
- Brunettia tribulosa (Quate & Quate, 1967)
- Brunettia tricorniculata (Duckhouse, 1991)
- Brunettia ultima (Duckhouse, 1991)
- Brunettia uncinata (Duckhouse, 1991)
- Brunettia unipunctata (Freeman, 1951)
- Brunettia uzeli (Jezek, 1996)
- Brunettia vivax (Duckhouse, 1966)
- Brunettia yoshimotoi (Quate, 1965)[12][13][11][14][15]